# 克拉斯诺戈尔斯克

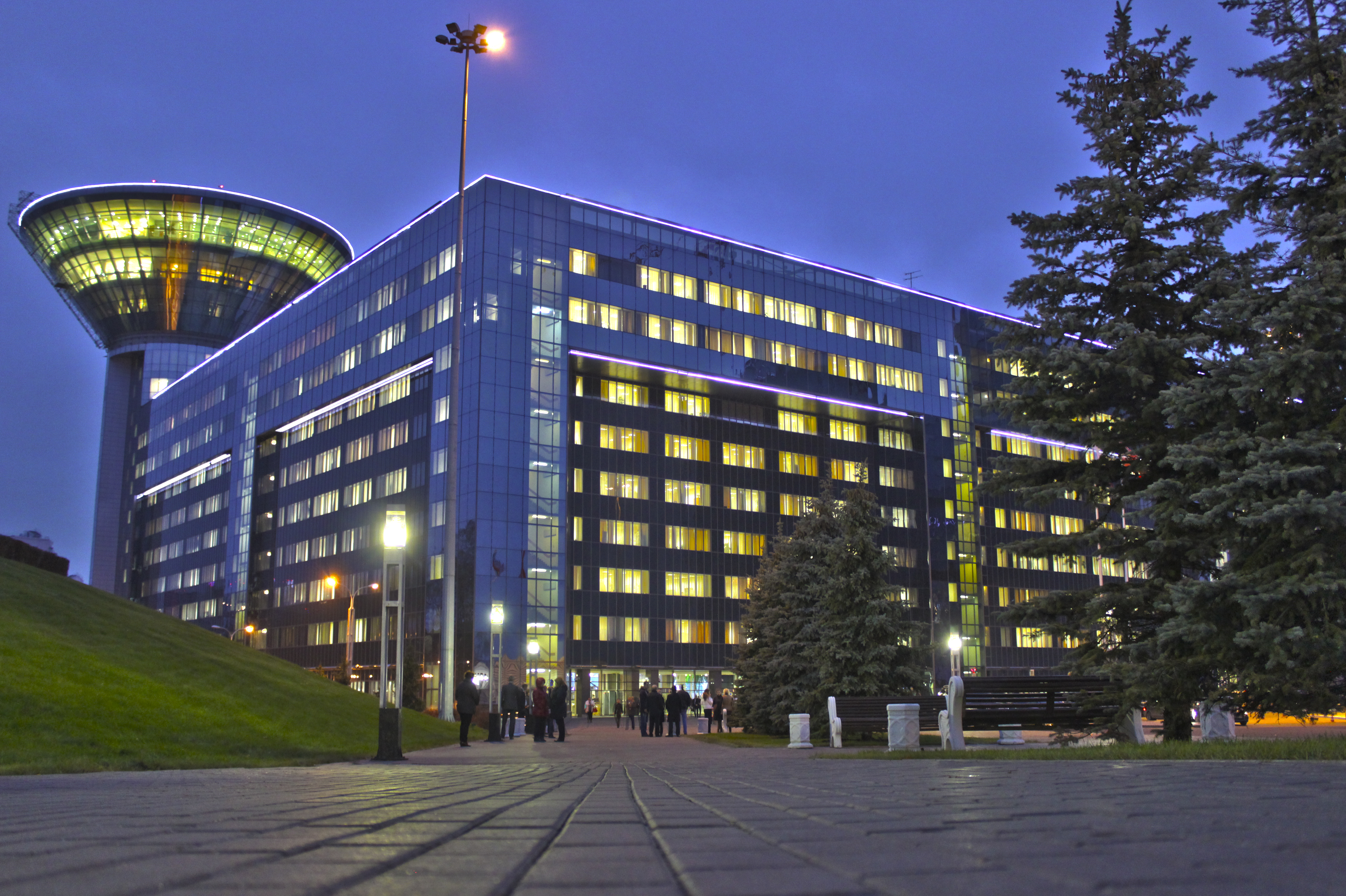

克拉斯诺戈尔斯克（羅馬化：Krasnogorsk，直译：「紅山城」）是俄羅斯莫斯科州克拉斯諾戈爾斯克區的一個城市，位於莫斯科市中心西北22公里、莫斯科河畔。2007年人口9.89万人。克拉斯諾戈爾斯克位于莫斯科都市地区内，莫斯科外环公路外。除莫斯科外其它周围的大城市有15千米外的希姆基和傑多夫斯克。

## 历史
克拉斯諾戈爾斯克是由多个村庄发展出来的，其中包括位于小河班卡河（Банька）边的班基和帕夫辛诺，今天克拉斯諾戈爾斯克火车站的名字还记忆着这座村庄。最晚至19世纪所有这些村庄的名称都已有记载。
今天的克拉斯諾戈爾斯克从1932年开始形成。当年班基设立了一座光学仪器厂，当地开始建造工人宿舍，与此同时这个地方获得了它今天的名字。这个名字没有任何实际的原因。1930年代里居民区的基础建设扩展迅速，在市内又建成了水泥厂，在其周围则设立了集体农场。1940年10月7日克拉斯諾戈爾斯克升格城市。
1941年末莫斯科保衛戰时克拉斯諾戈爾斯克是双方激战的战场之一，因此有一段时间里光学仪器厂被转移。
战后克拉斯諾戈爾斯克的工业重建，城市扩展了多个市区。2004年行政区划改革时周边多个地方被合并进来，向东今天的市区直接与莫斯科相邻。2007年莫斯科州的新政府大楼被建造在克拉斯諾戈爾斯克。2024年3月22日，番红花城市大厅袭击在此地发生。

### 战俘营
第27号战俘营位于克拉斯諾戈爾斯克。该战俘营还有一个特别营。这个特别营成为后来东德管理机构的干部训练营。1943年7月12日在当地成立了自由德国全国委员会，同年9月11日或12日又成立了德国军官联盟。
1945年5月8日德国投降后这个战俘营也继续被使用，这里主要关押了苏联赔偿要求中提到的德国科学家。
1985年在当时东德和西德代表在场情况下在过去的中央战俘反法西斯学校中开设了德国反法西斯纪念博物馆。现在，该博物馆是莫斯科伟大的卫国战争中央博物馆的一个分馆。

## 经济

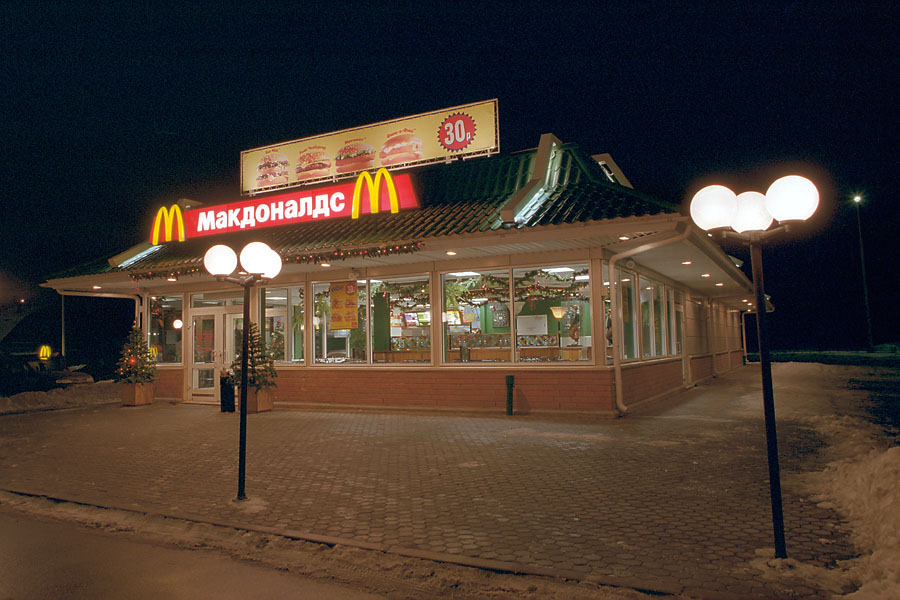
克拉斯諾戈爾斯克的一个麦当劳店

克拉斯諾戈爾斯克主要生产照相机和其它民用和军用光学仪器。这个厂是1932年就已经建立的。除此之外市内还有建筑材料、包装和食品工业。

## 交通
克拉斯諾戈爾斯克位于M9公路上，此外从莫斯科通往里加的铁路也通过这里，从这里定时有火车去往莫斯科。2009年开通一座莫斯科地铁的车站，这是莫斯科地铁在莫斯科市区外的第一座车站。

## 友好城市
- 赫希施塔特